# Вюстит
Вюсти́т (англ. wüstite) — минерал, монооксид железа, характеризуемый небольшой дефектностью ГЦК решётки, которая описывается формулой Fe1−xO. Представляет собой нестехиометрическое соединение с недостатком атомов железа. Назван в честь немецкого минералога, профессора Ф. Вюста, исследовавшего состав и свойства этой фазы. Магниевый вюстит является вторым по распространённости глубинным минералом. Из-за неустойчивости в поверхностных земных условиях стехиометрический вюстит крайне редок.
Чёрные кристаллы. Образует твёрдые растворы с MgO, CaO и MnO. Отражательные способности магнетита и вюстита практически одинаковы. Однако под действием насыщенного спиртового раствора вюстит в шлифе темнеет, тогда как магнетит не затрагивается реактивом. Аналогом вюстита является иоцит, очень редкий минерал. Антиферромагнетик, точка Нееля 198 К.